# Threekingham
Threekingham är en ort och civil parish i Storbritannien.   Den ligger i grevskapet Lincolnshire och riksdelen England, i den sydöstra delen av landet, 160 km norr om huvudstaden London. Threekingham ligger 31 meter över havet och antalet invånare är 198.
Terrängen runt Threekingham är platt. Runt Threekingham är det ganska tätbefolkat, med 139 invånare per kvadratkilometer. Närmaste större samhälle är Grantham, 17,5 km väster om Threekingham. Trakten runt Threekingham består till största delen av jordbruksmark.